# David Stahl
David Stahl (New York, 4 novembre 1949 – Charleston, 24 ottobre 2010) è stato un direttore d'orchestra statunitense. Stahl ha lavorato come direttore musicale e intendente allo Staatstheater am Gärtnerplatz di Monaco e come direttore musicale della Charleston Symphony Orchestra. Studente di Leonard Bernstein, era famoso per la sua interpretazione delle opere di Mahler.

## Biografia

### Primi anni e contesto familiare
Stahl nacque a New York, figlio di genitori ebrei emigrati. Il padre di David Stahl, Frank L. Stahl, è un ingegnere che prese parte al restauro del Golden Gate Bridge negli anni '80. Nacque a Fürth, in Germania, e ha frequentato la stessa scuola elementare di Henry Kissinger. Edith Stahl, madre di David Stahl, emigrò a New York nel 1938 da Essen, in Germania. Il nonno di David Stahl, il Dr. Leo Stahl (marito di Anna Regensburger), era il capo della comunità ebraica di Fürth durante l'era nazista. Leo fu internato nel campo di concentramento di Dachau dall'11 novembre al 7 dicembre 1938 ed emigrò in Inghilterra nel 1939. Arrivato a New York nel 1947, secondo Das Schicksal der jüdischen Rechtsanwälte in Bayern nach 1933 di Reinhard Weber, non ebbe successo in affari e morì lì nel 1952, all'età di 67 anni. Anche la sorella di Frank, Liselotte, dopo un periodo a Manchester, in Inghilterra, arrivò a New York, dove morì nel 2007.

### Carriera professionale
Stahl studiò direzione d'orchestra al Queens College, Università della Città di New York. Dopo aver debuttato alla Carnegie Hall all'età di 23 anni, fu sotto la tutela di Leonard Bernstein, diventando poi direttore musicale della produzione di Broadway di West Side Story. Nel 1984 diventò direttore musicale della Charleston Symphony Orchestra, posizione che mantenne fino alla sua morte 26 anni dopo. Nel 1996 fu invitato come direttore ospite allo Staatstheater am Gärtnerplatz. Assunse il titolo di direttore musicale dal 1999. Ha anche lavorato frequentemente come direttore ospite di opere e musical nei maggiori teatri di tutto il mondo, tra cui l'Opera di Stato della Baviera, la Deutsche Oper Berlin, l'Opera di Chicago e la New York City Opera tra gli altri.
Come appassionato di Bernstein aveva seguito diversi revival di Candide, dirigendo anche un'acclamata produzione in lingua tedesca del 2003, narrata da Loriot e una produzione del 2008 a Charleston, in South Carolina. Partecipò anche alla messa in scena di una notevole produzione di Porgy and Bess di Gershwin a Charleston, la città in cui è ambientata l'opera, che andò in tournée a livello internazionale nei primi anni '90. Nel 2009 ha festeggiato 25 anni alla CSO e 10 anni alla Gärtnerplatz.
David Stahl morì di linfoma il 24 ottobre 2010. Sua moglie, Karen era morta nel settembre 2010. La coppia ha avuto due figli, Anna e Byron. David aveva incontrato Karen quando la figlia nata dal suo primo matrimonio, Sonya, era diventata una studentessa della scuola materna di Karen all'Ashley River Creative Arts Elementary.